# Калушари
Калушари або русалії (рум. căluşari, болг. калушари, русалии, мак. русалии) — члени таємних братств, які практикували виконання акробатичного танку, що називається в Румунії та Молдові келуш або келушар (рум. căluş, căluşar), в Болгарії — русалії, в Сербії та Македонії — русальє.
За румунським етнографом Мірчею Еліаде, така назва походить від лат. caballus — коні. Покровителькою братства була «королева ворожок» Геродіада — місцеве втілення богині Діани. Члени спільноти носили кийки та мечі, а також дерев'яну голову коня і прапорець, на якому присягали.
За місцевим повір'ям, члени спільности були наділені даром зцілення, яке здійснювали через ритуальний танок. Вони повинні були оздоровлювати хворих, недуги на яких насилали ворожки, особливо активні між Великоднем та Зеленими святами. Тоді гурти танцівників ходили домівками, обіцяючи мешканцям здоров'я та добробут. Найкращим захистом від ворожок були часник та полин, тому калушари жували часник і навіть, для оздоровлення пацієнта, плювати йому в обличчя. Крім того, калушари повинні були вміти створювати враження ширяти як феї.